# کارل فون کلاوزویتس
کاریل فون کلاوزِویتس (۱۸۳۱–۱۷۸۰) اندیشمند نظامی و از ارتشیان پروس بود. اثر او در مورد جنگ سرچشمه نظریات راهبردی در علم نظامی بوده و از ارزش بالایی برخوردار است. او در کتاب خود با عنوان پیرامون جنگ می‌نویسد: «جنگ نباید به عنوان یک متغیر مستقل مورد توجه قرار گیرد، بلکه همواره باید به عنوان یک ابزار سیاسی هم مورد مطالعه واقع شود».
او همچنین اعتقاد دارد که در مسائل نظامی باید از مسائل سیاسی پیروی کرد. زیرا این سیاست است که اعلان جنگ کرده و همواره به صورت مغز اصلی به‌شمار می‌رود، در حالی که جنگ به‌طور صرف وسیله‌ای بیش نیست و عکس آن صادق نیست.
در نتیجه پیروی ارتش از امور سیاسی تنها شکل ممکن به‌شمار می‌رود.

## دیدگاه‌ها و نوشته‌ها
کلاوزویتس ،در کتاب خود«در باب جنگ» جنگ را چنین تعریف میکند :
«جنگ عمل خشونت آمیزی است که منظور از آن، واداشتن شخص به پذیرش و اجرای نظر و اراده ی ماست.
یکی از جملات کلاوزویتس که معمولاً به ان ارجاع میشود، این است که «جنگ تنها یک عمل سیاسی نیست بلکه نوعی ابزار واقعی سیاسی است و به معنای ادامه ی خط مشی سیاسی و اجرای همان مقصود منتها با وسایلی دیگر است.»
(ر.ک:ح.اژدر،مساله جنگ و رساله کارل فون کلاوزویتس/کمدی آسمانی در باب جنگ،۱۳۹۳،تهران)
در واقع از نظر وی جنگ همان ادامه سیاست است که پی گیری می‌شود ولی به روشی دیگر و احتمالاً خشونت آمیز.
آثار و عقاید ماکیاولی، ژومنی و کلاوزویتس را به عنوان استراتژی پردازان جنگ آفندی و رویکرد مستقیم در علم درگیری مورد بررسی قرار می‌دهند.
(کارل فون کلازویتس،درباب جنگ،کتاب دوم،نظریه جنگ،مرکز مطالعات امنیت ملی)
علمای این مکتب درگیری همچون کارفون به عقاید طرح شده‌ای پای بندند که متضمن این امر است که هدف نهایی جنگ منهدم ساختن نیروی نظامی دشمن بوده و نیروی دیگر نظامی وسیاسی در حین جنگ اصولاً برای این منظور باید تلاش کنند.
به نظر عمیق و دقیق وی استراتژی نظامی طرحی کلی نبوده، بلکه جزئی از یک طرح سیاسی است که بنا به نظریه‌ی جنگ وی تمام منابع یک ملت برای به اجرا در آوردن مقاصد سیاسی به کار می‌رود.
وی این تلاش همه جانبه را “استراتژی کلی” نامید، بنابراین استراتژی نظامی را در واقع به منزله‌ی تاکتیک معرفی می‌کند.
وی در جای دیگری از کتابش می‌نویسد :«دو فعالیت متمایز در جنگ وجود دارد: تاکتیک و استراتژی.تاکتیک عبارت است از فن بکار بردن نیروها و هدایت عملیات در رزمها و استراتژی عبارت است از فن هدایت نبرد و تطبیق و هماهنگ ساختن رزمها برای نیل به هدفهای جنگ.»
بیشتر نوشته های کلازویتس هنوز از اعتبار بسزایی برخوردار است و مفاهیم ارزنده قابل توجهی دارد. 
(ازغندی،جنگ و صلح،سمت؛ص۶۱)